# 穂積隆信
穂積 隆信（ほづみ たかのぶ、本名；鈴木 隆信、1931年7月20日 - 2018年10月19日）は、日本の俳優、声優。最終所属はマウスプロモーション。静岡県伊豆の国市（旧：田方郡大仁町）出身。静岡県立韮山高等学校卒業。

## 来歴
父の穂積忠は折口信夫、北原白秋門下の歌人で国文学者。兄の穂積忠彦は酒類評論家。忠彦は折口唯一の女弟子として知られる澤木数枝と、折口の媒酌で結婚した。
出生名は「穂積隆信」だが、1960年頃、親戚との養子縁組により「鈴木」に改姓。しかし芸能活動、著書などでは引き続き穂積姓を名乗る。前妻、娘も著書出版、メディアへの露出時には穂積を名乗っている。
1951年、俳優座養成所3期生を卒業。同期には愛川欽也、渥美国泰、楠侑子、塚本信夫がいる。1954年5月、劇団新人会に入団し、1960年10月に退団。1961年に劇団新劇場の創設に参加し、代表となる。
若い頃より脇役として各映画会社の作品に出演。テレビ全盛期にはテレビドラマへも進出し、腰巾着的な役どころや悪役として活躍。
洋画吹き替えではイーライ・ウォラック、クリストファー・ロイドなどを主に担当した。
実の娘で後にタレントとなった由香里との家庭内での葛藤の記録をまとめたノンフィクション『積木くずし』シリーズ3部作（『積木くずし〜親と子の200日戦争』『続・積木くずし』『積木くずし崩壊 そして…』）の執筆でも話題を集め、連日、教育関連の講座・講演に多数出演した。これらの著書はテレビドラマ化・映画化もされ、そのヒットにより多額の印税を得るが、その反動や悪徳会計士により多額の負債を抱えた。
最初の妻・美千子は2001年にアパートで自殺し、娘・由香里も2003年に自宅で亡くなった。
1993年に再婚した妻の玲子と2人暮らしをしていたが、2010年に彼女が脳梗塞で倒れて以降は穂積が介護をしていた。
2012年発行の自著においては、未だに多額の負債を背負っていることを明かした。
2018年10月19日、胆嚢がんのため、神奈川県の病院で死去。87歳没。なお、本人の生前の希望により遺体は献体された。

## 人物
柳生博と共演が多く、柳生とは『飛び出せ!青春』『われら青春!』など学園ドラマでの腰巾着コンビで人気を得た。
島倉千代子・佐藤オリエとは長らく家族ぐるみで交流しており、両人は娘とも接触が多々あり、『積木くずし』映像化の際には実名・本人役で出演している。
『ゴッドファーザー』のジェームズ・カーンと『バック・トゥ・ザ・フューチャー』シリーズのロイドの吹き替えは「名演技」と評されている。
『ピラニア3D』の吹き替えで再びロイドの声を当て、ファンからは数多くのファンレターが送られた。
著作権上、放映もソフト化も不可能とされ、「幻のホラー映画」とされている『シェラ・デ・コブレの幽霊』で1回だけの放映時に吹き替えを担当した。
『十二人の怒れる男』では山内雅人と共に1957年版、1997年版の両方で吹き替えを担当した（役柄はそれぞれ別）。

## 出演（俳優）

### 映画
- ひめゆりの塔（1953年、東映）
- にあんちゃん（1959年、日活）
- 黄色いさくらんぼ（1960年、松竹）
- すべてが狂ってる（1960年、日活）
- ゼロの焦点（1961年、松竹）
- 拝啓天皇陛下様（1963年、松竹）
- 彼女に向かって突進せよ（1963年　松竹） - 三田
- 続拝啓天皇陛下様（1964年、松竹）
- いいかげん馬鹿（1964年、松竹）
- 暗殺（1964年、松竹）
- 馬鹿が戦車でやって来る（1964年、松竹）
- 愛・その奇跡（1964年） - 黒川事務長
- 雪国（1965年、松竹）
- 霧の旗（1965年、松竹）
- ザ・ガードマン 東京忍者部隊（1966年、大映）
- 空いっぱいの涙（1966年、松竹）
- なつかしい風来坊（1966年、松竹）
- 宇宙大怪獣ギララ（1967年、松竹）
- 進め!ジャガーズ 敵前上陸（1968年、松竹）
- 東シナ海（1968年、日活)
- 白昼堂々　(1968年、松竹) - 班長
- 喜劇 冠婚葬祭入門（1970年、松竹）
- ごろつき無宿（1971年、東映）
- 男はつらいよ 寅次郎恋歌（1971年、松竹）
- 女番長ブルース 牝蜂の挑戦（1972年、東映）
- 黒の奔流（1972年、松竹）
- 喜劇 女売出します（1972年、松竹）
- 必殺仕掛人（1973年、松竹） - 辻屋文吉
- ダメおやじ（1973年、松竹）
- 愛と誠（1974年、松竹）
- 砂の器（1974年、松竹） - 毎朝新聞記者・松崎
- さよならモロッコ（1974年、自主製作映画）
- 港のヨーコ・ヨコハマ ヨコスカ（1975年、松竹）
- スプーン一杯の幸せ（1975年、松竹）
- ドーベルマン刑事（1977年、東映）
- 事件（1978年、松竹）
- 鬼畜（1978年、松竹）
- 日蓮（1979年、松竹）
- 悪魔が来りて笛を吹く（1979年、東映） - 闇屋B
- ニッポン警視庁の恥といわれた二人 刑事珍道中（1980年、東映）
- 男はつらいよ 口笛を吹く寅次郎（1983年、松竹）
- 化粧（1984年、松竹）
- ちょうちん（1987年、東映）
- ジュリエット・ゲーム（1989年、ヘラルド・エース）
- ハリマオ（1989年、松竹）
- ふうせん（1990年、東映）
- はいすくーる仁義（1991年、大映）
- ミスター・ベースボール（1993年、ユニバーサル映画）
- さよならニッポン!（1995年、ギャガ・コミュニケーションズ）
- すばらしき臨終（1997年、FKD）
- 谷川みゆき 高校教師 汚す!（2003年、フラッシュ・ワン）
- ペコロスの母に会いに行く（2013年、東風） - 洋次郎

### テレビドラマ
- 松本清張シリーズ・黒い断層 第30・31回「偶数」（1961年、TBS）
- 松本清張シリーズ・黒の組曲 第17話「金庫」（1962年、NHK総合） - 田村健太
- 大河ドラマ（NHK総合）
  - 花の生涯（1963年） - 中村長平
  - 赤穂浪士（1964年） - 目玉の金助
- 青年同心隊 第9話「喰らいついたら離れるな」（1964年、TBS）- 森井小次郎
- ザ・ガードマン（大映テレビ室 / TBS）
  - 第4話「赤いエレベーター」（1965年）
  - 第47話「美貌の罠」（1966年）
  - 第59話「人喰い鮫」（1966年）
  - 第61話「ダイヤモンドの歌が聞こえる」（1966年）
  - 第80話「罠には罠を」（1966年）
  - 第97話「大雪原の銃口」（1967年）
  - 第100話「氷の海から来た女」（1967年）
  - 第101話「北海の大金塊」（1967年）
  - 第110話「栄光への罠」（1967年）
  - 第134話「影なき殺人命令」（1967年）
  - 第137話「女は一度勝負する」（1967年）
  - 第154話「吹雪の中の殺人者」（1968年）
  - 第175話「悪女が目をさます旅」（1968年）
  - 第178話「生と死の谷間」（1968年）
  - 第179話「殺し屋の来た島」（1968年）
  - 第195話「二億円宝石強盗」（1968年）
  - 第216話「偽ガードマン・泣いてくれるなおっ母さん」（1969年）
  - 第224話「怪談・幽霊の赤ちゃん」（1969年）
  - 第235話「大空に消えた現金輸送機」（1969年）
  - 第249話「悪党サラリーマン」（1970年）
  - 第270話「妻は夫の秘密をさぐるな」（1970年）
  - 第275話「60才の花嫁・残酷物語」（1970年）
  - 第303話「父親の子守唄で復讐が始まる」（1971年） - 竹内
- 何処へ（1966年 - 1967年、松竹 / NTV） - 田島教頭
- ウルトラシリーズ（円谷プロ / TBS）
  - ウルトラQ 第26話「燃えろ栄光」（1966年） - ビル大山
  - ウルトラセブン 第8話「狙われた街」（1967年） - 吉村刑事
- 泣いてたまるか 第1話「ラッパの善さん」（1966年、TBS）
- マグマ大使 第14話「ドクロ島」、第15話「怪獣アロンを撃て」（1966年、ピープロ / CX） - 岩崎博士（ルゴース3号）
- 風（松竹 / TBS）
  - 第1話「新十郎登場」（1967年）
  - 第26話「無法の宿場」（1968年）
- 三匹の侍（CX）
  - 第4シリーズ 第11話「小仏峠まかり通る」（1966年） - 藩士
  - 第5シリーズ 第12話「女がやって来た」（1967年） - 柏木弥八郎
  - 第6シリーズ 第10話「花かげろう」（1968年） - 京極数馬
- ローンウルフ 一匹狼 第4話「四億円の手帖」（1967年、東映 / NTV）
- 37階の男 第16話「冷たい欲望の女」（1968年、東宝 / NTV）
- キイハンター（東映 / TBS）
  - 第35話「花嫁は殺人鬼」（1968年）
  - 第58話「消えた機関車」 (1969年)
  - 第64話「がい骨抱いて珍道中」　(1969年)  - 石田
  - 第91話「サギと殺しの集団旅行」（1969年）
  - 第106話「宝石ギャング珍道中」（1970年）
  - 第113話「殺人鬼と仲よし大作戦」（1970年） - 譲治
  - 第133話「私の首を返して頂だい」 (1970年)
  - 第151話「赤いカマキリは殺しの予告」（1971年）
  - 第154話「サギ師の皆さま ふところにご用心!」（1971年）
  - 第190話「キイハンター浮気団地で大暴れ!」（1971年） - 野々山
  - 第252話「冒険また冒険 探偵小僧大奮戦!」（1973年）
- 銭形平次（東映 / CX）
  - 第173話「琴の爪」（1969年） - 伊蔵
  - 第200話「盗賊に賭けた十手」（1970年） - 隼の伝三
  - 第376話「命を賭けて」（1973年） - 麻生一平太
  - 第393話「はみだし長兵衛」（1973年） - 虎五郎
  - 第445話「地獄の使者」（1975年） - 伝次
  - 第586話「壺振りのお駒」（1977年） - 千石外記
- 素浪人 花山大吉（東映 / NET）
  - 第11話「その一言に弱かった」（1969年） - まむしの伝蔵
  - 第101話「売り出しすぎてベソかいた」（1970年） - 岩瀬の甚太郎
- 遠山の金さん捕物帳（東映 / NET）
  - 第12話「明日をだました女」（1970年） - いたちの仙十郎
  - 第20話「岡場所の女」（1970年） - 弥助
  - 第33話「虎穴に入った男」（1971年） - 鬼瓦の熊五郎
  - 第60話「わらべ唄に狂う女」（1971年） - 六右衛門
- ポーラテレビ小説（TBS）
  - パンとあこがれ（1969年） - 横山先生
  - マリーの桜（1980年） - 大杉伸六
  - 発車オーライ（1981年）
- 帰って来た用心棒 第26話「狂気の夜」（1969年、東映 / NET）
- プロファイター 第8話「操られる欲望の女」（1969年、宝塚映画 / NTV）
- 東京バイパス指令（東宝 / NTV）
  - 第16話「黒い対決」（1969年）
  - 第34話「全員潜入せよ!」（1969年）
- プレイガールシリーズ（東映 / 12ch）
  - プレイガール
    - 第21話「女が裸を賭けるとき」（1969年）
    - 第42話「スリラー・血ぬられた女の館」（1970年） - 前田
    - 第57話「死んでも裸ははなさない」（1970年） - 南場一
    - 第82話「女はきわどく勝負する」（1970年）- 島村
    - 第125話「女一匹三千世界に家もなし」（1971年） - 滝山
    - 第204話「悪鬼のような女」（1973年） - 椎葉

  - プレイガールQ 第5話「ハイティーン残酷私刑」（1974年） - 宣伝部長
- 検事 霧島三郎（1969年、松竹 / YTV） - 須藤弁護士
- 大江戸捜査網（日活→三船プロ / 12ch）
  - 第7話「オランダ銃が謎を討つ」（1970年）
  - 第24話「殺人予告一番纏」（1971年） - 藤崎右門
  - 第214話「闇に泣く人肌観音」（1975年） - 与力・村井
  - 第255話「三味の音は殺しの調べ」（1976年） - 丸庄
- 鬼平犯科帳 第44話「おみよは見た」（1970年、NET / 東宝） - 猪十
- 日本怪談劇場 第3話「牡丹灯籠 蛍火の巻」（1970年、12ch） - 仲助
- 軍兵衛目安箱 第3話「脱牢者の待つ道」（1971年、東映 / NET） - 村上将監
- 人形佐七捕物帳 第9話「怪談・花扇人形」（1971年、NET / 東宝） - 松浦屋佐兵衛
- 徳川おんな絵巻 第40話「女相続人の恐怖」・第41話「闇に光る眼」（1971年、東映 / KTV）
- 大忠臣蔵 第36話「若き義士の母二人」（1971年、三船プロ / NET）
- 大岡越前（TBS / C.A.L）
  - 第2部
    - 第8話「罠」（1971年7月5日） - 田口
    - 第25話「おとし穴」（1971年11月1日） - 伊之

  - 第3部 第14話「忠相旅日記」（1972年9月11日）
  - 第4部 第8話「秋刀魚にがいか恋の味」（1974年11月25日） - 金貸し小兵衛
  - 第12部 第3話「悪に溺れた凄腕同心」（1991年10月28日） - 三崎屋伍兵衛
  - 第13部 第19話「両刃が抉る復讐の謎」（1993年3月22日） - 五島屋
- 水戸黄門（TBS / C.A.L）
  - 第3部 第2話「明神谷の決闘 -小田原-」（1971年12月6日） - 源助
  - 第7部 第9話「群狼の罠 -松前-」（1976年7月19日） - 崎山政五郎
  - 第19部 第20話「姫が暴いた悪企み -高山-」（1990年2月12日） - 松倉屋
  - 第20部
    - 第16話「男意気地の博多節 -福岡-」（1991年2月25日） - 多々野屋
    - 第46話「印籠盗んだ女掏摸 -会津-」（1991年9月23日） - 磐梯屋

  - 第21部
    - 第2話「陰謀暴いた風車 -高山-」（1992年4月13日） - 田能屋
    - 第12話「無念晴らした夢芝居 -人吉-」（1992年6月22日） - 球磨屋

  - 第22部
    - 第12話「密命帯びた娘巡礼 -徳島-」（1993年8月2日） - 猪ノ口屋
    - 第26話「誘拐された黄門様 -豊岡-」（1993年11月8日） - 大口屋
    - 第35話「飛脚競べで悪を討つ -宇都宮-」（1994年1月17日） - 杉屋

  - 第23部 第2話「育ての父は鷹匠 -大宮-」（1994年8月8日） - 大倉屋
  - 第24部
    - 第10話「盗まれた三葉葵の印籠 -高知-」（1995年11月20日） - 治右衛門
    - 第33話「涙でついた父の嘘 -仙台-」（1996年5月13日） - 奥州屋

  - 第25部 第20話「愛を探した忍びの女 -大田-」（1997年5月12日） - 大江屋多兵衛
  - 第39部 第14話「悪事をあばく今昔の恋 -宮崎-」（2009年1月26日） - 塚本仁左衛門
- さすらいの狼 第7話「竜と峠とじゃのめ傘」（1972年、NET / 東映）
- 怪談 第5話「怨霊まだら猫」（1972年、MBS）- 彦六
- 飛び出せ!青春（1972年 - 1973年、東宝 / NTV） - 江川教頭
- 火曜日の女シリーズ / いとこ同志（1972年、NTV）
- ママはライバル（1973年、TBS）
- 木枯し紋次郎（CX / C.A.L）
  - 第1シリーズ 第17話「無縁仏に明日を見た」（1972年） - 草津屋寅吉
  - 第2シリーズ 第9話「錦絵は十五夜に泣いた」（1973年） - 多之吉
- 緊急指令10-4・10-10 第2話「謎の火炎怪人」（1972年、円谷プロ / NET） - 洞門峻太郎
- 人造人間キカイダー 第5話「イエロージャガーの魔の手が迫る」（1972年、東映 / NET） - イエロージャガー人間態
- 仮面ライダー 第74話「死の吸血魔 がんばれ!! ライダー少年隊」（1972年、東映 / MBS） - 伊藤達也
- 紫頭巾事件帖 第22話「恋の包丁殺人事件」（1972年、松竹 / 12ch） - 伝次
- 恐怖劇場アンバランス 第5話「死骸（しかばね）を呼ぶ女」（1973年、円谷プロ / CX） - 吉川医師
- 必殺シリーズ（ABC / 松竹）
  - 必殺仕掛人 第27話「横をむいた仕掛人」（1973年） - 谷田
  - 必殺仕置人 第11話「流刑のかげに仕掛あり」（1973年） - 有明屋孝兵衛
  - 必殺必中仕事屋稼業 第3話「いかさま大勝負」（1975年） - 和泉屋与兵衛
  - 必殺仕置屋稼業 第16話「一筆啓上無法が見えた」（1975年） - 旗本 稲村
  - 必殺仕業人 第24話「あんたこの替玉をどう思う」（1976年） - 玄蔵
- 太陽にほえろ! （東宝 / NTV）
  - 第37話「男のつぐない」（1973年） - 堀田博文 ※欠番作品（現代における放送禁止用語・捜査中での交通ルール違反など、警視庁からの厳重な注意があったための自粛による）[15]
  - 第153話「モナリザの想い出」（1975年） - 戸川建設社長
  - 第459話「サギ師入門」（1981年） - 田上義道（田所泰幸）
- アイフル大作戦 第2話「男性飼育必敗法」（1973年、TBS / 東映）
- 子連れ狼 第7話「あんにゃとあねま」（1973年、ユニオン映画 / NTV） - 文句松
- 旅人異三郎 第14話「八木節に娘心が踊った」（1973年、東京12チャンネル / 三船プロ）-  木戸屋太吉
- 荒野の用心棒（1973年、三船プロ / NET）
  - 第11話「武器なき闘いに怒りをこめて…」 - 伍平
  - 第37話「さい果てに若獅子は雄叫び…」 - 嶋村
- 水滸伝 第1話「大宋国の流星」・第2話「蒼州の熱風」（1973年、国際放映 / NTV） - 富安
- 狼・無頼控 第12話「大江戸の鷹」（1973年、大映テレビ / MBS） - 鬼源
- ダイヤモンド・アイ 第5話「消えた20億!」（1973年、東宝 / NET） - 三国社長
- どっこい大作 第45話「ケンカと踊りの日本一!!」（1973年、東映 / NET） - 司会者
- サインはV（1973年 - 1974年、東宝 / TBS）
- 無宿侍 第11話「逃亡街道」（1973年、CX / 国際放映） - 吾一
- ぶらり信兵衛 道場破り 第39話「かんにん袋」（1974年、CX）- 多羅尾源太夫 役
- 白い牙（1974年、大映テレビ / NTV） - 「週刊スキャンダル」編集長
- われら青春!（1974年、東宝 / NTV） - 江川教頭
- 日本沈没 第14話「明日の愛」（1975年、東宝 / TBS）
- 非情のライセンス 第2シリーズ（東映 / NET）
  - 第19話「兇悪の十字架」（1975年） - 望月
  - 第39話「やさしい兇悪」（1975年） - 職安の吏員
  - 第43話「兇悪の密室」（1975年） - 庭野
  - 第94話「兇悪の判決」（1976年） - 吉岡弁護士
- 剣と風と子守唄（1975年、三船プロ / NTV）
  - 第4話「無情の影」 - 榊原
  - 第22話「鬼が惚れた鬼」 - 丸屋惣兵衛
- けんか安兵衛 第9話「八丁堀辻占」（1975年、KTV） - 能見弥八郎
- 影同心シリーズ（東映 / MBS）
  - 影同心 第22話「無理が通って殺し節」（1975年） - 岩瀬修理
  - 影同心II 第7話「百合の香りに夜の蝶」（1975年） - 丹波屋
- 夜明けの刑事（TBS / 大映テレビ）
  - 第20話「ウソからでたマコト」（1975年2月12日）
  - 第51話「夫が誰かに殺される!!」（1975年12月10日） - 岡島守部長
- 俺たちの旅（1975年 - 1976年、ユニオン映画 / NTV） - 谷昌彦
- 十手無用 九丁堀事件帖 第15話「おさよ無残」（1976年、東映 / NTV） - 楠田多十郎
- 特別機動捜査隊 第786話「女子高生と野獣」（1976年、東映 / NET） - 進藤
- 火曜日のあいつ　第17話「悲恋!トラック一座また会う日まで」（1976年、TBS・東宝）-旅芝居一座　役者
- 気まぐれ天使（1976年 - 1977年、ユニオン映画 / NTV）
- 俺たちの朝（1976年 - 1977年、東宝 / NTV） - 中村良則（大家さん）
- 遠山の金さん 杉良太郎版 第1シリーズ (NET/東映)
  - 第74話「団子坂しぐれて候」（1977年） -佐野格之進
- 破れ奉行 第4話「熱風!黄金地獄館」（1977年、ANB / 中村プロ） - 伝兵衛
- 怪人二十面相 第8話「さぐれ! 動くミイラの謎」（1977年、大映テレビ / CX）
- 日本の戦後「日本分割　知られざる占領計画」（1977年、NHK総合）- 大野勝巳
- 人形佐七捕物帳 第14話「朝泳ぐ女」（1977年、ANB / 東映） - 久三
- おおヒバリ!（1977年 - 1978年、TBS）
- 土曜ドラマ（NHK総合）
  - 松本清張シリーズ・たずね人（1977年） - 国崎
  - 松本清張シリーズ・一年半待て（1978年） - 刑事
- 気まぐれ本格派 第20話（1978年） - 教授
- 大追跡（1978年、東宝 / NTV）
  - 第1話「ハイエナが集まった」
  - 第10話「耳」
- 暴れん坊将軍（ANB / 東映）
  - 吉宗評判記 暴れん坊将軍 第18話「江戸一番の乱れ打ち」（1978年） - 源次郎
  - 暴れん坊将軍IV 第68話「危うし! 吉宗、妖刀村正騒動」（1992年） - 成腰肥前守
  - 暴れん坊将軍VI 第22話「しっかり女房、降参する」（1995年） - 島田備後守
- 達磨大助事件帳 第27話「若いのろし」（1978年、前進座 / 国際放映 / ANB） - 頼母木刑部
- ナッキーはつむじ風（1978年 - 1980年、東宝 / TBS）
- ムー一族（1978年 - 1979年、TBS） - 藤村大造
- 雲霧仁左衛門（1979年、松竹 / KTV） - 岡田甚之助
- 体験時代（1979年、松竹 / 12ch)　- 篠田学生部長
- 土曜ワイド劇場 （ANB）
  - 三毛猫ホームズの推理（1979年） - 大中講師
  - 三毛猫ホームズの狂死曲（1982年） - 須田
  - 考古学者シリーズ2 女主人殺し（1982年）
  - 混浴露天風呂連続殺人26 ファイナル〜箱根伊豆〜さらば温泉刑事（2007年）
  - 新ヤメ検の女2（2016年） - 古木勝義
- 手錠をかけろ! 第4話「入試問題殺人事件」（1979年、国際放映 / CX）
- 木曜ゴールデンドラマ / 東京大地震マグニチュード8.1（1980年、YTV） - スペーストラベル支店長
- 天皇の料理番（1980年 - 1981年、TBS） - 仙之助
- Gメン'75（東映 / TBS）
  - 第327話「マイホーム 親と子の殺し合い事件」（1981年） - 森村保
  - 第346話「幽霊に殺された私」（1982年） - 亀山せいじ（父）
- 闇を斬れ（1981年、松竹 / KTV） - 山村三之助
- 銀河テレビ小説 / 天からやって来た猫（1982年、NHK総合）
- 鬼平犯科帳 第3シリーズ 第15話「夜狐」（1982年、ANB / 東宝） - 井坂孫兵衛
- 噂の刑事トミーとマツ 第2シリーズ 第28話「決ったァ! トミーの飛行機投げ」（1982年、TBS） - 近藤勇
- 海にかける虹〜山本五十六と日本海軍（1983年、TX） - 伏見宮博恭王
- 高校聖夫婦（1983年、TBS）
- 金曜劇場 / ことしの牡丹はよいぼたん（1983年、CX）
- 青春はみだし刑事（1983年 - 1984年、東宝 / YTV） - 石部捜査課長
- ザ・サスペンス / 年一回の訪問者・殺しを見た女（1983年、TBS）
- サーティーン・ボーイ（1985年、TBS）
- 妻たちの初体験（1986年、NTV）
- 妻たちの課外授業II（1986年-1987年、NTV） - 梅沢教頭
- 火曜サスペンス劇場（NTV）
  - 死角関係 （1998年 / 東宝）
  - 同姓同名 私の夫は被害者? 加害者? （1998年）
- 制作2部 青春ドラマ班（1987年、ANB）
- 桃色学園都市宣言! 曙橋みすずや学園（1987年、CX）
- 長七郎江戸日記 第2シリーズ 第19話「妻こそ我が命」（1988年、ユニオン映画 / NTV） - 叶屋市兵衛
- 八百八町夢日記（ユニオン映画 / NTV）
  - 第1シリーズ 第15話「若同心よ胸で泣け」（1990年） - 因州屋
  - 第2シリーズ 第18話「花の吉原大脱走」（1992年） - 丹兵衛
- 火曜スーパーワイド / 辻真先の婚約旅行殺人事件シリーズ7 沖縄ハネムーン連続殺人事件（1990年、ANB）
- あぶない女たち（1990年、東宝 / THK）
- 金田一耕助の傑作推理（東阪企画 / TBS）
  - 第12作「魔女の旋律」（1991年）
  - 第24作「幽霊座」（1997年） - 夏目
- はぐれ刑事純情派 第4シリーズ 第7話「通り魔!? 狙われた赤いコートの女」（1991年） - 桜井康介
- ドラマチック22 / 女房を上司に持つ夫（1991年、TBS）
- 裸の大将 第48話「二人の清と婆ちゃんと」（1991年、KTV / 東阪企画） - 駅長
- 銭形平次（CX）
  - 第2シリーズ 第10話「まぼろしの女」（1992年） - 仙波釆女
  - 第3シリーズ 第2話「死霊のお告げ」（1993年） - 歳賀屋
- 約束の夏（1992年、THK） - 郷田
- 月曜ドラマスペシャル （TBS）
  - 湯けむり仲居純情日記（1993年）
  - 真夏の恐怖劇場（2）ファミリー（1999年） - 羽室哲太郎
- お助け同心が行く! 第1話「その処刑待った!」（1993年、TX / G・カンパニー） - 京屋
- 大忠臣蔵（1994年、TBS） - 大野九郎兵衛
- 土曜ドラマ / 銀行 男たちのサバイバル（1994年、NHK総合）
- 闇の狩人（1994年、TX / 松竹） - 白金の徳蔵
- 鬼平犯科帳 第5シリーズ 第4話「市松小僧始末」（1994年、CX / 松竹） - 金次
- 金曜エンタテイメント / 女たちの戦争 忘れられた戦後史（1995年、CX）
- 御家人斬九郎 第3シリーズ 第11話「深川節」（1998年、CX / 映像京都） - 松平国兼
- 生きるための情熱としての殺人（2001年、ANB）
- 旅の終りに 艶歌の竜ふたたび（2002年、TX）
- 女と愛とミステリー / 信濃のコロンボ事件ファイル4 戸隠伝説殺人事件! （2003年、BSジャパン / TX）
- 水曜プレミア / ねじれた絆 〜赤ちゃん取り違え事件の真実〜（2004年、TBS）
- 月曜ミステリー劇場 （TBS）
  - 冤罪〜父と子の旅路〜（2005年）
  - 森村誠一サスペンス7 「時」（2008年） - 米田敬三
- 月曜ゴールデン （TBS）
  - 駅弁刑事・神保徳之助4（2010年5月3日） - 戸田山幸春
  - 警視庁南平班〜七人の刑事〜5（2012年7月2日） - 宮守剛造
  - 釣り刑事3（2012年8月27日） - 魚住弥之助
- ハンチョウ〜神南署安積班〜 シリーズ4 〜正義の代償〜 第5話（2011年、TBS）
- 水曜ミステリー9 （BSジャパン / TX）
  - 街占師 〜北白川晶子の事件占い〜2（2012年1月11日） - 安田正道
  - ドクターハート 薮田公介の事件カルテ（2014年11月19日）
  - 刑事吉永誠一 涙の事件簿13（2016年1月6日） - 江藤淳司
- 金曜プレステージ / 森村誠一サスペンス 「流氷の夜会」（2014年8月1日、CX） - 柴原要三
- 月曜名作劇場 / 警視庁南平班〜七人の刑事〜9（2016年7月11日、TBS） - 緒方和平

### 舞台
- てるてる坊主の照子さん〜浪速の若草物語〜（2002年）
- 二十四の瞳―校長先生（2004年）
- 暴れん坊将軍―二人吉宗― 唄う枕草紙（2012年1月） - 田野倉孫兵衛

### バラエティ
- うそつきクイズ（日本テレビ）
- ライオンのごきげんよう（フジテレビ）

### その他
- 報道ステーション SUNDAY（2013年） - インタビュー

## 出演（声優）

### 吹き替え

#### 俳優
イーライ・ウォラック
- おしゃれ泥棒（デイヴィス・リーランド）※フジテレビ版（ソフト収録）
- 荒野の七人（カルベラ）※NET版（ソフト収録）
- シンデレラ・リバティー/かぎりなき愛（フォーシェイ）
- ボディガード（テネシー・フレデリックス）
- マッケンナの黄金（ベン・ベイカー）※テレビ朝日版
- ロード・ジム（将軍）

クリストファー・ロイド
- アイム・ノット・シリアルキラー（クロ―リー）
- アリス・イン・ワンダーランド〜不思議の国のアリス（白の騎士）
- ジーサンズ はじめての強盗（ミルトン・カップチャク）
- CHUCK/チャック（ドレイファス）
- バック・トゥ・ザ・フューチャーシリーズ（エメット・ブラウン博士〈ドク〉）※テレビ朝日版(思い出の復刻版DVDとBD・4KUHDに収録)
  - バック・トゥ・ザ・フューチャー
  - バック・トゥ・ザ・フューチャー PART2
  - バック・トゥ・ザ・フューチャー PART3
  - CRバック・トゥ・ザ・フューチャー

- ピラニア3D（カール・グッドマン）
- ピラニア リターンズ（カール・グッドマン）
- ページマスター（デューイ/ページマスター）
- マイケル・J・フォックス・ショウ（マクタヴィッシュ校長）

ジャック・レモン
- 酒とバラの日々（ジョー）
- 元大統領危機一発/プレジデント・クライシス（ラッセル・クライマー）
- ラブリー・オールドメン（ジョン・グスタフソン）

デニス・ホッパー
- サーチ&デストロイ（ルーサー・ワクスリング）
- スーパーマリオ 魔界帝国の女神（クッパ）※ソフト版
- スピード（ハワード・ペイン）※ソフト版
- フランキー・ザ・フライ（フランキー）

ピーター・フォーク
- あきれたあきれた大作戦（ヴィンス・リカルド）
- アンツィオ大作戦（ラビノフ伍長）※NET版
- カリフォルニア・ドールズ（ハリー・シアーズ）※テレビ朝日版（DVD収録）
- グレートレース（マクシミリアン・ミーン）

ベン・ジョンソン
- 大列車強盗（ジェシー）
- 弾丸を噛め（ミスター）
- ワイルドバンチ（テクター・ゴーチ）

ロバート・ショウ
- カリブの嵐（ブラーニーコック号船長）
- ザ・ディープ（ローマー・トリース）
- ロビンとマリアン（ノッティンガムの代官）※テレビ朝日版

#### 映画
- アタック・ザ・マミー（族長）
- アドベンチャー・アーク/アポロンの秘宝（アブドゥラ殿下）※テレビ朝日版
- アニマル大戦争（ポール・ジェンソン〈レスリー・ニールセン〉）
- アフリカの女王（ジャクソン・ベントリー〈ロバート・モーレイ〉）※LD版
- アラバマ物語（ギルマー検事〈ウィリアム・ウィンダム〉）※テレビ朝日版
- アラビアのロレンス（ジャクソン・ベントリー〈アーサー・ケネディ〉）※テレビ朝日版
- 偉大な生涯の物語（ヘロデ・アンティパス〈ホセ・フェラー〉）
- エアポート'75（スコット・フリーマン〈ダナ・アンドリュース〉）
- エイリアン（ブレッド〈ハリー・ディーン・スタントン〉）※DVD・ビデオ版
- エントラップメント（コンラッド・グリーン〈モーリー・チェイキン〉）※テレビ朝日版
- おかしなおかしな戦争野郎（エリック・ミュラー少佐）
- カーツーム（マフディー〈ローレンス・オリヴィエ〉）※NETテレビ版
- 怪人スワンプシング（アントン・アーケイン博士〈ルイ・ジュールダン〉）
- ガンバス（バノック大尉）※ビデオ版
- クリムゾン・タイド（フランク・ラムジー大佐〈ジーン・ハックマン〉）※日本テレビ版
- 激突!（デイヴィッド・マン〈デニス・ウィーバー〉）※テレビ朝日版
- コーザ・ノストラ（ポレッティ大佐〈ヴィンセント・ガーディニア〉）
- ゴッドファーザー（ソニー・コルレオーネ〈ジェームズ・カーン〉）※日本テレビ版
- ゴッドファーザー PART II（ソニー・コルレオーネ〈ジェームズ・カーン〉）※日本テレビ版
- コマンド5（デルガド〈グレゴリー・シエラ〉）※フジテレビ版
- 殺しの接吻（クリストファー・ギル〈ロッド・スタイガー〉）
- ザ・フライ2 二世誕生（アントン・バートック）※ソフト版
- 三銃士（ダルタニアンの父〈ジョス・アクランド〉）
- サンダー（クック保安官〈ボー・スヴェンソン〉）
- シェラ・デ・コブレの幽霊
- 13日の金曜日 PART8 ジェイソンN.Y.へ（チャールズ・マカラロック）※ソフト版
- 十二人の怒れる男（陪審員4番〈E・G・マーシャル〉）※テレビ朝日版
- 白い恐怖（フルロー医師）※テレビ朝日版
- 真説フランケンシュタイン（ジョン・ポリドリ博士〈ジェームズ・メイソン〉）
- ステューピッド in NY（ジャック〈バート・ヤング〉）
- ストレンジャー（マックス・チェスキー〈ハリー・ディーン・スタントン〉）
- 素晴らしきヒコーキ野郎（アーミテージ卿）※NHK版
- セメントの女（デイブ・サンティーニ〈リチャード・コンテ〉）
- 戦闘機対戦車（バイムラー第6機甲師団長〈ロイド・ブリッジス〉）
- 続・青い体験（レンツィオ〈オラツィオ・オルランド〉）※フジテレビ版（ソフト収録）
- 続・荒野の用心棒（ユーゴ・ロドリゲス将軍）※テレビ東京版
- 大逆転（コールマン〈デンホルム・エリオット〉）※フジテレビ版
- 大侵略（マスターズ大佐）
- 大陸横断超特急（エドガー・ホワイニー〈レイ・ウォルストン〉）※日本テレビ版
- 007 ユア・アイズ・オンリー（アリスト・クリスタトス〈ジュリアン・グローヴァー〉）※TBS版
- 誰かに見られてる（ジョーイ・ヴェンザ〈アンドレアス・カツーラス〉）※機内上映版
- 小さな恋のメロディ
- 追跡迷路/美しき逃亡者（ジョン・ストーン〈コービン・バーンセン〉）
- テキサス（クロンク〈ジョーイ・ビショップ〉）※テレビ朝日版
- どつかれてアンダルシア (仮)（フリアン〈アレックス・アングロ〉）
- トブルク戦線（モンフェルド中尉〈ガイ・ストックウェル〉）
- ドラグネット 正義一直線（ジョナサン・ワーリー〈クリストファー・プラマー〉）
- 墓石と決闘（ホレス・サリヴァン）
- 裸足の伯爵夫人（アルベルト・ブラヴァーノ）
- パピヨン（クルジオ）※テレビ朝日版
- パワーレンジャー・映画版（アイヴァン・ウーズ〈ポール・フリーマン〉）
- ビッグ・ボス（ジョニー・トリオ〈ハリー・ガーディノ〉）
- フレンジー（ロバート・ラスク〈バリー・フォスター〉[19]）※テレビ朝日版
- 暴走機関車（ランケン刑務所長〈ジョン・P・ライアン〉）※TBS版
- 星の王子 ニューヨークへ行く（クレオ・マクダウェル〈ジョン・エイモス〉）※フジテレビ版
- ホット・ロック（ケルプ〈ジョージ・シーガル〉）
- 真夜中のカーボーイ（ラッツォ〈ダスティン・ホフマン〉）※テレビ朝日版
- ミスター・グッドバーを探して（ダン氏〈リチャード・カイリー〉）
- 未来惑星ザルドス（アーサー・フレイン）
- メル・ブルックス/逆転人生（ゴダード・ボルト〈メル・ブルックス〉）
- 燃える洞窟（ジョージ）
- ゆかいな天使/トラブるモンキー（ショーティ・コーン〈ハーヴェイ・カイテル〉）
- リンク（スティーヴン・フィリップ教授〈テレンス・スタンプ〉）
- 私は犯された/エレイン夫人の裁判（レナード・アレクサンダー〈ウィリアム・ダニエルズ〉）※NET版

#### ドラマ
- アダムスのお化け一家（グラニー・アダムス）
- アメリカン・ヒーロー #18（ショーン・リャン大佐〈ジェームズ・シゲタ〉）
- ER緊急救命室（ロレンツォ〈スティーブ・イースティン〉）
- ERII緊急救命室（バートリー〈リチャード・シフ〉）
- インディ・ジョーンズ/若き日の大冒険（シャルル）
- エレメンタリー2 ホームズ&ワトソン in NY（マニー・ローズ〈ロン・カナダ〉）
- 騎馬警官（ウェルシュ警部補〈ボー・スター〉）
- ジェシカおばさんの事件簿 クラリネットのすすり泣き（ジョナサン・ホーリー〈クライヴ・レヴィル〉）
- ジム・ヘンソンのストーリーテラー（スプライト）
- じゃじゃ馬億万長者（インチキマジシャン）
- 主任警部モース「ジェリコ街の女」（ジョージ・ジャクソン〈パトリック・トラウトン〉）
- スパイ大作戦
  - 「ヒトラーの遺産を奪還せよ!」（グラーフ〈ドナルド・ハーロン〉）
  - 「録音ワイヤーは何処だ」（諜報員）
  - 「イメージをダブらせろ」（ヴォン・フランク大佐〈ハンス・ガジェガスト〉）
  - 「地下よりの脱出」（アントン・ユーボフ博士〈ローレンス・デーン〉）
  - 「ウィークポイントをつけ!」（セルビー〈ジョン・クロフォード〉）
- 青春の城 コビントン・クロス（山賊のかしら〈バリー・ラター〉）
- 大草原の小さな家（ハイラム・ベイカー医師〈ケヴィン・ハーゲン〉）※NHK版
- 地上最強の美女バイオニック・ジェミー
  - シーズン2 #4（マフィン・カルホーン）
  - シーズン3 #21（ピーティ・“イタチ”・リーガン）
- 逃亡者（#99 ローワン警部〈フィリップ・パイン〉、#120 ロイド・チャンドラー〈J・D・キャノン〉）
- 特別狙撃隊S.W.A.T. シーズン1 #3（エリック）
- 謎の円盤UFO（Dr.ダグ・ジャクソン〈ヴラディク・シェイバル〉）
- ベン・ケーシー（テッド・ホフマン医師〈ハリー・ランダース〉）
- マペット放送局（トニー・ベネット）
- 名探偵ポワロ 死との約束（カーバリ大佐〈ポール・フリーマン〉）
- 名探偵モンク3（ジュリアン・ホッジ〈マルコム・マクダウェル〉）
- モンテ・クリスト伯（クラリオ）
- ヤングライダーズ（ブラドック）

#### 人形劇
- 恐竜家族（リッチフィールド）
- サンダーバード（ハーマン社長）

### テレビアニメ
- サイバーシックス（2000年、フォン・リヒター[20]）
- パタパタ飛行船の冒険（2002年、船長[21]）
- L/R -Licensed by Royal-（2003年、テイラー）
- ルパン三世 天使の策略 〜夢のカケラは殺しの香り〜（2005年、珍幻斎[22]）

### 劇場アニメ
- 星のオルフェウス（1979年）
- 幻魔大戦（1983年、カフー）
- エスパー魔美 星空のダンシングドール（1988年、小林勇造）
- WXIII 機動警察パトレイバー（2002年、栗栖敏郎[23]）
- ドラえもん のび太とロボット王国（2002年、チャペック博士[24]）
- ドラえもん のび太とふしぎ風使い（2003年、長老[25]）
- ぼくの孫悟空（2003年、天帝[26]）
- 名探偵コナン 紺碧の棺（2007年、美馬和男[27]）

### OVA
- 銀河英雄伝説（1991年、ネグロポンティ）

### ゲーム
- スパイロ×スパークス トンでもツアーズ（2000年、はかせ）
- 鬼武者2（2002年、ギンガムファッツ）
- ゲゲゲの鬼太郎 異聞妖怪奇譚（2003年、子泣き爺）
- ゲゲゲの鬼太郎 危機一髪!妖怪列島（2003年、子泣き爺）
- ゲゲゲの鬼太郎 逆襲!妖魔大血戦（2003年、子泣き爺）
- 義経紀（2005年、平清盛）

### 人形劇
- 新八犬伝（1973年、犬飼現八〈初代〉）

### ラジオドラマ
- NHK-FM FMシアター
  - インド現代文学シリーズ4「誰のために哭いたのか」（1999年）
- 寺山修司 ラジオ・ドラマ「犬神歩き」

## 著書
- 積木くずし―親と子の二百日戦争（1982年9月）桐原書店
  - 積木くずし―親と子の二百日戦争（再版）（1985年5月） 角川書店 ISBN 4041625017
  - 積木くずし―親と子の二百日戦争・完全復刻版 （2005年12月）アートン ISBN 4861930243
- 続 積木くずし（1985年8月）角川書店; ISBN 4041625025
- 積木くずし崩壊そして…（1993年8月）近代映画社 ; ISBN 4764817209
- 由香里の死そして愛―積木くずし終章（2004年9月）アートン ; ISBN 4901006851
- 積木くずし 最終章（2012年3月）駒草出版 ; ISBN 4905447070 / ISBN 978-4905447078

### 著作物のドラマ化
- 2夜連続秋のヒューマンドラマスペシャル 積木くずし真相 〜あの家族、その後の悲劇〜（フジテレビ）2005年9月2日-9月3日
- 積木くずし 最終章（フジテレビ）2012年11月23日 - 11月24日

## 関連図書
- 『愛を積む』（著：穂積美千子）（1983年9月）桐原書店
- 『残影 積木くずしから激動の五年』（著：穂積美千子）（1987年7月）ワニブックス ISBN 4847010469
- 『娘の積木くずし』 （著：穂積由香里）（1991年4月）データハウス ISBN 4887181027
- 『穂積由香里写真集』（1987年8月15日）近代映画社 ISBN 4-7648-1447-1

## 穂積隆信に該当する役を演じた俳優
- 穂高信彦：前田吟（積木くずし〈1983年、TBS〉）
- 穂波高介：藤田まこと（積木くずし〈1983年〉） ※映画版
- 貝谷隆一：長門裕之（積木くずし〈1984年〉） ※舞台版
- 泉信隆：高田純次（1994年、テレビ東京、積木くずし 崩壊、そして）
- 稲場信悟：舘ひろし（2005年、フジテレビ、「積木くずし真相 〜あの家族、その後の悲劇〜」）
- 安住信幸：中村雅俊（2012年、フジテレビ、積木くずし 最終章）